# Strada statale 708 Raccordo di Brogeda
La strada statale 708 Raccordo di Brogeda (SS 708), già nuova strada ANAS 77 Raccordo Como Nord (NSA 77), è una strada statale italiana, il cui percorso si snoda nel comune di Como.

## Percorso
La strada ha origine dalla strada statale 340 Regina nella parte settentrionale di Como, nei pressi del ponte sul torrente Breggia.
Dopo un primo tratto in comune alla strada provinciale 16 di Brogeda (SP 16) (dove è chiamata localmente via Asiago), la strada si distacca da quest'ultima passando sul Viadotto Brogeda e si innesta infine sull'A9 Lainate-Chiasso all'altezza dello svincolo "Lago di Como", precedentemente chiamato "Como Nord" (l'uscita dall'autostrada verso la strada statale è in entrambe le direzioni, mentre l'entrata in autostrada è possibile solo in direzione Milano e non verso Chiasso).
L'arteria risulta lunga 2,100 km, ma i primi 0,700 km sono stati declassati e consegnati al comune di Como e ha ottenuto la classificazione attuale nel 2011 col seguente itinerario: "Como - Innesto con l'A9 presso Como".